# When He Proposed
When He Proposed è un cortometraggio muto del 1915 diretto da Horace Davey su un soggetto di Lee Moran sceneggiato da Al E. Christie. Prodotto dalla Nestor e distribuito dall'Universal Film Manufacturing Company, aveva come interpreti Eddie Lyons, Lee Moran, Victoria Forde, Stella Adams e Harry L. Rattenberry.

## Produzione
Il film fu prodotto dalla Nestor Film Company.

## Distribuzione
Distribuito dall'Universal Film Manufacturing Company, il film - un cortometraggio di una bobina - uscì nelle sale cinematografiche statunitensi il 2 marzo 1915.